# Nuri Şahin
Nuri Şahin (Lüdenscheid, Rin del Nord-Westfàlia, 5 de setembre de 1988) conegut simplement com a Nuri Şahin, és un exfutbolista turco-alemany que jugava com a migcampista. Posterioement fa d'entrenador de futbol. Ha entenat el 2024-25 el Borussia Dortmund.

## Biografia
Şahin va néixer el 1988 a Lüdenscheid, una ciutat propera a Dortmund. La seva carrera va començar en fitxar per un petit club, el RSV Meinerzhagen; però al cap de poc va ser descobert pel Borussia Dortmund.

### Borussia Dortmund
El 6 d'agost de 2005, a l'edat de 16 anys i 334 dies, va establir un rècord en esdevenir el jugador més jove en haver jugat a la Bundesliga, i esdevenir el jugador més jove en marcar a aquesta competició el 25 de novembre de 2005, contra el Nuremberg.

### Feyenoord
El 5 de juliol de 2007, Şahin va ser cedit al Feyernoord de Rotterdam durant un any, on es va retrobar amb el seu antic entrenador a Dortmund, Bert van Marwijk.

### Retorn a Dortmund
A la seva tornada al conjunt alemany, va tenir un paper important durant la temporada 2009–10, on va jugar com a titular 33 de 34 partits. Va finalitzar la temporada amb quatre gols i vuit assistències. A la temporada següent, va mantenir un gran nivell, ajudant al seu equip a guanyar la Bundesliga alemanya. Després d'una gran temporada, en la qual va marcar sis gols i va fer vuit assistències, va ser votat jugador de la Bundesliga de la temporada.

### Reial Madrid CF
El 9 de maig de 2011 el Reial Madrid CF va fer oficial la contractació de Şahin per sis temporades. Şahin va manifestar que la principal raó per fitxar pel Reial Madrid era entrenar amb José Mourinho i l'oportunitat de jugar per a un club tan prestigiós com el Reial Madrid. El jugador no va poder començar la primera temporada amb normalitat, a causa d'una successió de lesions. Finalment, va debutar el 6 de novembre, jugant els darrers minuts del Real Madrid 7 - CA Osasuna 1, a la lliga. El 20 de desembre de 2011, va marcar el seu primer gol amb el Reial Madrid, que va golejar a SD Ponferradina 5-1 a la Copa del Rei. El 27 de març de 2012, va ser formar part de l'onze inicial per jugar contra l'APOEL als quarts de final de la Lliga de Campions, on la seva actuació va ser elogiada per Mourinho i diversos diaris.

### Liverpool (cessió)
El 25 d'agost de 2012, el Reial Madrid va acordar prestar Şahin al Liverpool FC per una temporada, on li van donar el dorsal número 4. El 2 de setembre de 2012, Şahin fer el seu debut al Liverpool a la derrota per 2-0 a casa de l'Arsenal FC a la Premier League. El 26 de setembre, Şahin marcà el seu primer i segon gol per al Liverpool a la tercera ronda de la Copa de la Lliga contra el West Bromwich Albion que va acabar en una victòria per 2-1. Durant la cessió de cinc mesos a Liverpool, Şahin van aconseguir fer tres gols i tres assistències en 12 partits. Després de sortir de Liverpool, Şahin va dir que mai havia estat feliç al Reial Madrid ni al Liverpool, tot i que estava feliç de tenir l'oportunitat de jugar amb el capità Steven Gerrard.

### Retorn al Borussia Dortmund (cessió i compra)
El 14 de gener de 2013, el Liverpool va anunciar que havien acordat posar fi al contracte de cessió amb el Reial Madrid i això va permetre a Şahin unir-se al Borussia Dortmund en qualitat de préstec fins al final de la temporada 2013-14. Şahin va parlar sobre l'acord dient: "Em vaig adonar que, com a futbolista i com a ésser humà, jo pertanyo aquí 100 per cent." Şahin també va dir "Em vaig adonar ràpidament que jo només vull jugar per al Dortmund". El seu retorn va deixar a Jürgen Klopp, entrenador del Dormund, encantat. Abans del seu debut en el partit amistós contra el Mainz 04, en el qual el Dortmund va guanyar als penals, Şahin va dir que estava bastant nerviós pel seu retorn. Vuit dies més tard, va fer la seva primera aparició en la lliga, des que va sortir de Dortmund, entrant com a substitut. El Dortmund va derrotar el Werder Bremen per 5-0. El 16 de març de 2013, Şahin va marcar dos gols en una victòria de 5-1 sobre el SC Freiburg. 
El 27 de juliol de 2013, Şahin va guanyar la Supercopa DFL-2013 4-2 contra l'FC Bayern de Múnic. El 26 d'octubre de 2013, Şahin va marcar un gol al Revierderby contra el Schalke 04 a la victòria per 3-1 del Dortmund.
El 10 d'abril de 2014, el Borussia Dortmund activa una clàusula en el contracte de Şahin que li va permetre tornar permanentment per una xifra al voltant dels set milions d'euros.

## Vida personal

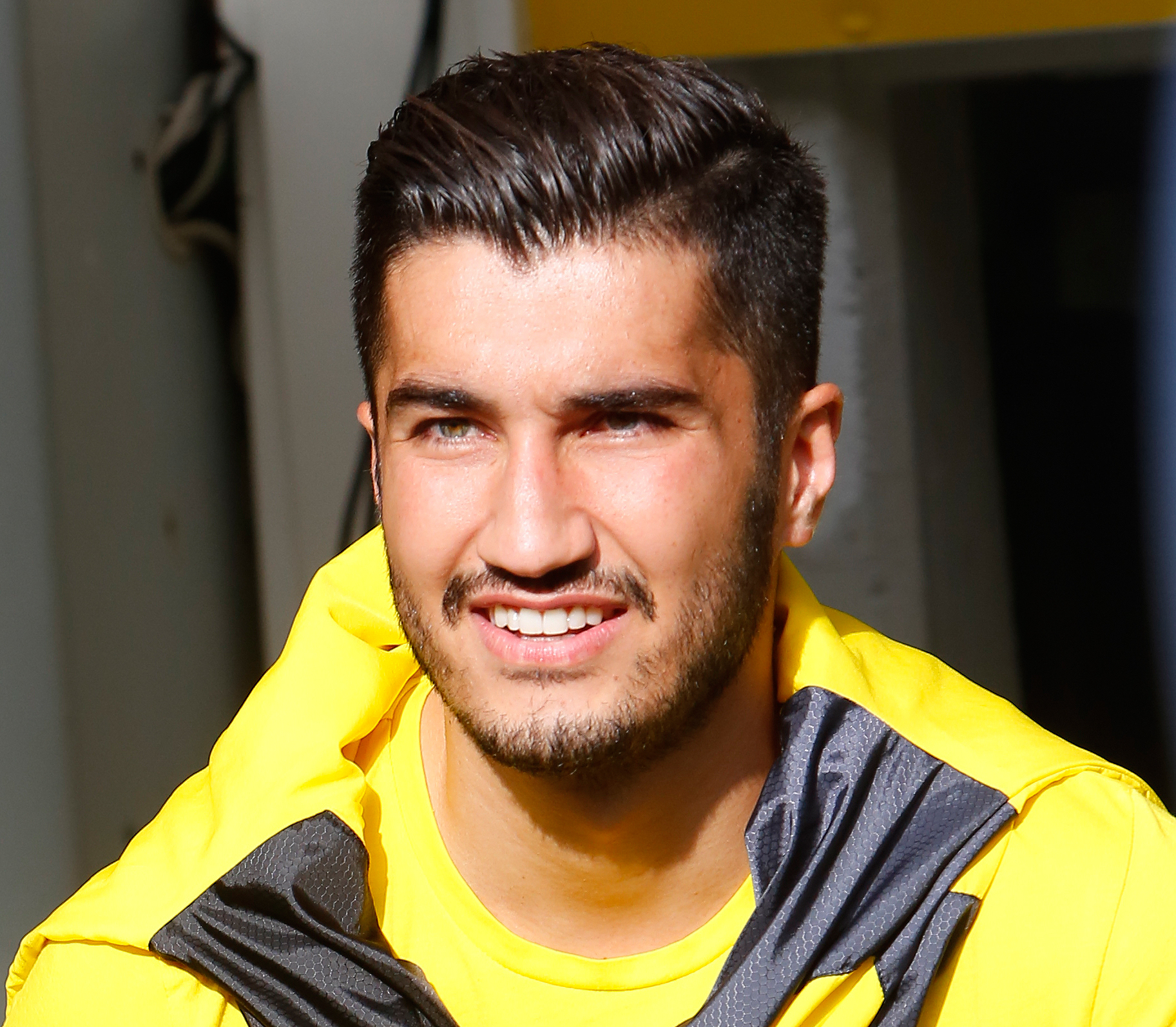

Şahin és fill de pares turcs, nasquent a Lüdenscheid i va créixer a Meinerzhagen. Està casat amb la seva cosina Tuğba Şahin (nascuda Emeni) des de novembre de 2007. Al setembre de 2011, ella va donar a llum a un fill, Ömer, a Madrid. Şahin parla de forma fluida en cinc idiomes: turc, alemany, anglès, neerlandès i espanyol.

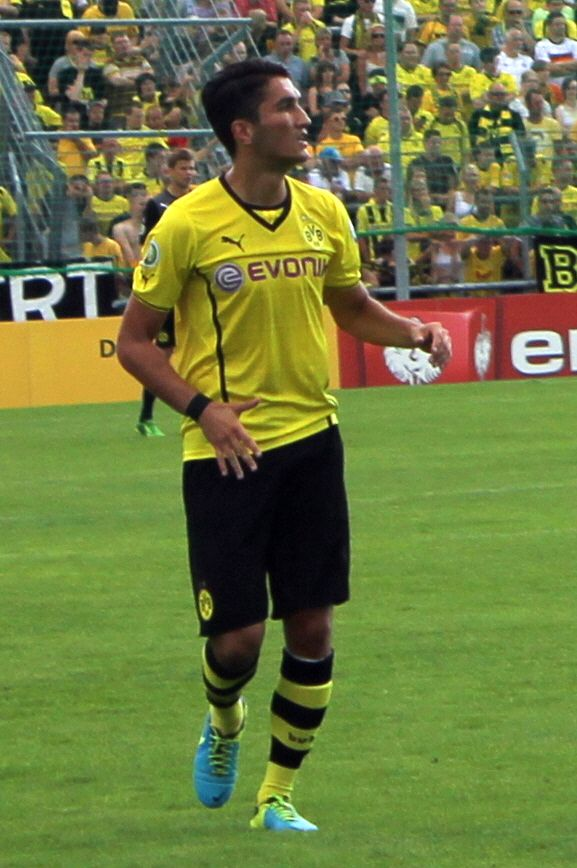

## Palmarès

### Feyenoord
- Copa KNVB: 2007–08

### Borussia Dortmund
- Bundesliga: 2010–11

### Reial Madrid
- Primera Divisió: 2011-12

## Estadístiques
Actualitzades a 25 d'agost de 2012.
| Equip                   | Temporada               | Lliga   | Lliga | Lliga   | Copa    | Copa | Copa    | Europa  | Europa | Europa  | Total   | Total | Total   |
| Equip                   | Temporada               | Partits | Gols  | Assists | Partits | Gols | Assists | Partits | Gols   | Assists | Partits | Gols  | Assists |
| ----------------------- | ----------------------- | ------- | ----- | ------- | ------- | ---- | ------- | ------- | ------ | ------- | ------- | ----- | ------- |
| Borussia Dortmund       | 2005–06                 | 23      | 1     | 6       | 0       | 0    | 0       | —       | —      | —       | 23      | 1     | 6       |
| Borussia Dortmund       | 2006–07                 | 24      | 0     | 1       | 1       | 0    | 0       | —       | —      | —       | 25      | 0     | 1       |
| Borussia Dortmund       | 2008–09                 | 25      | 2     | 6       | 2       | 0    | 1       | 1       | 0      | 0       | 28      | 2     | 7       |
| Borussia Dortmund       | 2009–10                 | 33      | 4     | 8       | 3       | 2    | 1       | —       | —      | —       | 36      | 6     | 9       |
| Borussia Dortmund       | 2010–11                 | 30      | 6     | 8       | 2       | 0    | 1       | 8       | 2      | 4       | 40      | 8     | 13      |
| Borussia Dortmund       | Total                   | 135     | 13    | 29      | 8       | 2    | 3       | 9       | 2      | 4       | 152     | 17    | 36      |
| Feyenoord (cedit)       | 2007–08                 | 29      | 6     | 5       | 5       | 0    |         | —       | —      | —       | 34      | 6     | 5       |
| Feyenoord (cedit)       | Total                   | 29      | 6     | 5       | 5       | 0    |         | —       | —      | —       | 34      | 6     | 5       |
| Reial Madrid            | 2011–12                 | 4       | 0     | 0       | 2       | 1    | 1       | 4       | 0      | 0       | 10      | 1     | 1       |
| Reial Madrid            | Total                   | 4       | 0     | 0       | 2       | 1    | 1       | 4       | 0      | 0       | 10      | 1     | 1       |
| Liverpool FC (cedit)    | 2012–13                 | 0       | 0     | 0       | 0       | 0    | 0       | 0       | 0      | 0       | 0       | 0     | 0       |
| Liverpool FC (cedit)    | Total                   | 0       | 0     | 0       | 0       | 0    | 0       | 0       | 0      | 0       | 0       | 0     | 0       |
| Total a la seva carrera | Total a la seva carrera | 168     | 19    | 35      | 14      | 3    | 4       | 13      | 2      | 4       | 196     | 24    | 42      |

Assists: Assistències de gol